# ラウレンツィウ・ルス
ラウレンツィウ・ダニエル・ルス（Laurențiu Daniel Rus, 1985年5月7日 - ）は、ルーマニア・クルジュ＝ナポカ出身の元サッカー選手。現役時代のポジションはディフェンダー。

## 経歴
2009年8月1日、2009-10シーズン開幕戦のFCウニヴェルシタテア・クラヨーヴァ戦でリーガ1に初出場した。8月20日、UEFAヨーロッパリーグ 2009-10・プレーオフのFCスロヴァン・リベレツ戦でUEFAヨーロッパリーグに初出場した。
2014年7月、FCディナモ・ブカレストからFCアストラ・ジュルジュに移籍した。8月7日、ヨーロッパリーグ通算10試合目の出場となったUEFAヨーロッパリーグ 2014-15・予選3回戦で再びスロヴァン・リベレツと対戦し初ゴールを記録した。
1シーズンでアストラを退団し、2015年8月17日にFCヴォルンタリと2年契約を交わした。
2016年8月21日、CFRクルジュに2年契約で移籍した。
2018年7月7日、FCポリテフニカ・ヤシに1年契約で移籍した。

## 個人成績
| 国際大会個人成績 | 国際大会個人成績     | 国際大会個人成績 | 国際大会個人成績 | 国際大会個人成績 | 国際大会個人成績 | 国際大会個人成績 |
| 年度             | クラブ               | 背番号           | 出場             | 得点             | 出場             | 得点             |
| UEFA             | UEFA                 | UEFA             | UEFA EL          | UEFA EL          | UEFA CL          | UEFA CL          |
| ---------------- | -------------------- | ---------------- | ---------------- | ---------------- | ---------------- | ---------------- |
| 2009-10          | ディナモ・ブカレスト | 6                | 5                | 0                | -                | -                |
| 2011-12          | ディナモ・ブカレスト | 26               | 3                | 0                | -                | -                |
| 2014-15          | アストラ・ジュルジュ | 26               |                  |                  | -                | -                |
| 通算             | UEFA                 | UEFA             | 8                | 0                | -                | -                |

## タイトル
ディナモ・ブカレスト
- クパ・ロムニエイ : 2011-12
- スーペルクパ・ロムニエイ : 2012

CFRクルジュ
- リーガ1 : 2017-18